# Elezioni generali in Kenya dell'agosto 2017
Le elezioni generali in Kenya dell'agosto 2017 si tennero l'8 agosto l'elezione del Presidente e il rinnovo del Parlamento.
Il 1º settembre 2017 la Corte Suprema annullò le elezioni per irregolarità nei voti e indisse nuove elezioni per il successivo 26 ottobre.

## Sistema elettorale

### Presidenziali
Il sistema elettorale per eleggere il presidente fu a doppio turno.

Un candidato veniva eletto al primo turno in caso di superamento del 50% dei voti validi e il 25% in almeno 24 delle 47 contee in cui è suddiviso il paese.

Se una delle due condizioni non si fosse verificata, i due candidati più votati avrebbero avuto accesso al secondo turno, dove sarebbe risultato eletto il candidato con il maggior numero di preferenze.

### Legislative
Il sistema elettorale è di base maggioritario a turno unico.

Le due camere sono elette con le seguenti modalità:
| Modalità di elezione    | Camera                                                                                    | Senato                                                                                    |
| ----------------------- | ----------------------------------------------------------------------------------------- | ----------------------------------------------------------------------------------------- |
| Suffragio universale    | 290 deputati eletti in collegi uninominali a turno unico                                  | 47 senatori eletti in collegi uninominali a turno unico, che corrispondono alle 47 contee |
| Riservati alle donne    | 47 deputate elette in collegi uninominali a turno unico, che corrispondono alle 47 contee | 16 senatrici elette in collegi uninominali a turno unico                                  |
| Riservati ai giovani    | 0 deputati                                                                                | 2 senatori eletti in collegi uninominali a turno unico                                    |
| Riservati ai disabili   | 0 deputati                                                                                | 2 senatori eletti in collegi uninominali a turno unico                                    |
| Nominati dal presidente | 12 deputati                                                                               | 0 senatori                                                                                |
| Totale                  | 349 deputati                                                                              | 67 senatori                                                                               |

Fonti:

## Modalità di voto
Per evitare accuse di brogli, l'identificazione dell'elettore avvenne tramite la rilevazione dell'impronta digitale su appositi tablet commissionati dal governo alla Safran, un’azienda francese specializzata in tecnologie aerospaziali.

I dati degli elettori furono precedentemente registrati su un apposito database e verificati dalla KPMG, una società di consulenza internazionale.
Provvedimenti simili erano stati presi anche in occasione delle elezioni del 2013, ma con strumenti più rudimentali, che in buona parte smisero di funzionare o si scaricarono.

Il governo ha quindi previde che tra i circa 45000 tablet comprati alcuni fossero di scorta.

Il governo addestrò circa 360000 funzionari per l'utilizzo dei tablet e dispose che una volta scrutinate tutte le schede di un seggio e comunicato il risultato dello scrutinio all'ufficio elettorale centrale, tale risultato non potesse essere modificato per alcun motivo.
 
Sempre per evitare brogli furono presenti in alcuni seggi o osservatori internazionali o normali cittadini.

## Coalizioni
I due principali schieramenti furono:
| Coalizioni | Coalizioni                     | Simbolo | Collocamento              | Ideologia                                | Principali partiti(collocamento) | Principali etnie         | Candidato presidente | Candidato vice presidente | Note |
| ---------- | ------------------------------ | ------- | ------------------------- | ---------------------------------------- | --- | ------------------------ | -------------------- | ------------------------- | ---- |
|            | Partito Jubilee del Kenya      |         | da centro-destra a destra | - conservatorismo - nazionalismo         | Partito Jubilee del Kenya (da centro-destra a destra) | - Kikuyu                 | Uhuru Kenyatta       | William Ruto              |      |
|            | National Super Alliance (NASA) |         | centro-sinistra           | - socialdemocrazia - liberalismo sociale | - Movimento Democratico Arancione (centro-sinistra) - Movimento Democratico Wiper (centro-sinistra) - Forum per la Restaurazione della Democrazia - Kenya (centro-sinistra) | - Luo - Luhya - Kalenjin | Raila Odinga         | Kalonzo Musyoka           |      |

## Risultati

### Presidenziali
| Candidati presidenti | Candidati presidenti | Candidati vicepresidenti | Liste | Voti       | %      |
| -------------------- | -------------------- | ------------------------ | --- | ---------- | ------ |
|                      | Uhuru Kenyatta       | William Ruto             | Partito Jubilee del Kenya | 8.223.369  | 54,17  |
|                      | Raila Odinga         | Kalonzo Musyoka          | National Super Alliance - Movimento Democratico Arancione - Movimento Democratico Wiper - Forum per la Restaurazione della Democrazia - Kenya | 6.822.812  | 44,94  |
|                      | Joseph Nyagah        | Moses Marango            | Indipendente | 38.029     | 0,25   |
|                      | Mohammed Abduba Dida | Titus Ngetuny            | Alleanza per il Cambiamento Reale | 38.004     | 0,25   |
|                      | Ekuru Aukot          | Emmanuel Nzai            | Thirdway Alliance | 27.400     | 0,18   |
|                      | Japheth Kaluyu       | Muthiora Kariara         | Indipendente | 11.774     | 0,08   |
|                      | Cyrus Jirogo         | Joseph Momanyi           | Partito Democratico Unito | 11.282     | 0,07   |
|                      | Michael Wainaina     | Miriam Mutua             | Indipendente | 8.870      | 0,06   |
| Totale               | Totale               | Totale                   | Totale | 15.593.050 | 100,00 |
| Elettori             | Elettori             | Elettori                 | Elettori | 19.611.423 | 79,51  |

### Senato
Tre donne, Margaret Kamar della contea di Uasin Gishu, Susan Kihika di Nakuru e Fatuma Dullo di Isiolo divennero le prime donne nella storia del Kenya ad essere elette al Senato; le precedenti erano tutte state nominate. Kihika fu anche eletta capo della maggioranza al Senato il 31 agosto.
| Partito                                                     | Partito                                             | Voti       | %     | Seggi   | Seggi | Seggi   | Seggi    | Seggi  | Seggi   |
| Partito                                                     | Partito                                             | Voti       | %     | Collegi | Donne | Giovani | Disabili | Totale | +/–     |
| ----------------------------------------------------------- | --------------------------------------------------- | ---------- | ----- | ------- | ----- | ------- | -------- | ------ | ------- |
|                                                             | Partito Jubilee del Kenya                           | 6.265.112  | 41,46 | 24      | 8     | 1       | 1        | 34     | 2       |
|                                                             | Movimento Democratico Arancione                     | 3.603.167  | 23,84 | 13      | 5     | 1       | 1        | 20     | 3       |
|                                                             | Movimento Democratico Wiper                         | 940.218    | 6,22  | 2       | 1     | 0       | 0        | 3      | 2       |
|                                                             | Congresso Nazionale Amani                           | 493.222    | 3,26  | 2       | 1     | 0       | 0        | 3      | Nuovo   |
|                                                             | Unione Nazionale Africana del Kenya                 | 502.087    | 3,32  | 2       | 1     | 0       | 0        | 3      | Stabile |
|                                                             | Forum per la Restaurazione della Democrazia - Kenya | 556.638    | 3,68  | 1       | 0     | 0       | 0        | 1      | 3       |
|                                                             | Chama Cha Uzalendo                                  | 199.031    | 1,32  | 1       | 0     | 0       | 0        | 1      | 1       |
|                                                             | Partito dello Sviluppo e delle Riforme              | 15.547     | 0,10  | 1       | 0     | 0       | 0        | 1      | Nuovo   |
|                                                             | Indipendenti                                        | 1.347.805  | 8,92  | 1       | 0     | 0       | 0        | 1      | 1       |
|                                                             | Altri                                               | 1.188.476  | 7,86  | 0       | 0     | 0       | 0        | 0      | 0       |
|                                                             | Non validi/schede bianche                           |            | –     | –       | –     | –       | –        | –      | –       |
| Totale                                                      | Totale                                              | 15.111.303 |       | 47      | 16    | 2       | 2        | 67     | 0       |
| Fonte: IPU, Independent Electoral and Boundaries Commission |                                                     |            |       |         |       |         |          |        |         |

### Assemblea Nazionale
| Partito                                                     | Partito                                             | Collegi    | Collegi | Collegi | Contee (donne) | Contee (donne) | Contee (donne) | Nominati | Seggi totali | +/–     |
| Partito                                                     | Partito                                             | Voti       | %       | Seggi   | Voti           | %              | Seggi          | Nominati | Seggi totali | +/–     |
| ----------------------------------------------------------- | --------------------------------------------------- | ---------- | ------- | ------- | -------------- | -------------- | -------------- | -------- | ------------ | ------- |
|                                                             | Partito Jubilee del Kenya                           | 6.029.273  | 40,20   | 140     | 6.337.957      | 41,79          | 25             | 6        | 171          | 33      |
|                                                             | Movimento Democratico Arancione                     | 2.884.267  | 19,23   | 62      | 3.649.509      | 24,06          | 11             | 3        | 76           | 20      |
|                                                             | Movimento Democratico Wiper                         | 770.875    | 5,14    | 19      | 882.174        | 5,82           | 3              | 1        | 23           | 3       |
|                                                             | Congresso Nazionale Amani                           | 569.022    | 3,79    | 12      | 357.146        | 2,36           | 1              | 1        | 14           | Nuovo   |
|                                                             | Forum per la Restaurazione della Democrazia - Kenya | 495.043    | 3,30    | 10      | 458.770        | 3,03           | 1              | 1        | 12           | 2       |
|                                                             | Unione Nazionale Africana del Kenya                 | 366.808    | 2,45    | 8       | 357.146        | 2,36           | 2              | 0        | 10           | 4       |
|                                                             | Partito della Libertà Economica                     | 66.711     | 0,44    | 4       | 65.698         | 0,43           | 1              | 0        | 5            | Nuovo   |
|                                                             | Partito Maendeleo Chap Chap                         | 251.876    | 1,68    | 3       | 191,345        | 1.26           | 1              | 0        | 4            | Nuovo   |
|                                                             | Partito dello Sviluppo e delle Riforme              | 67.515     | 0,45    | 3       | 225.557        | 1,49           | 1              | 0        | 4            | Nuovo   |
|                                                             | Chama Cha Mashinani                                 | 90.923     | 0,61    | 2       | 151.062        | 1,00           | 0              | 0        | 2            | Nuovo   |
|                                                             | Congresso Nazionale del Kenya                       | 44.222     | 0,29    | 2       | 8.516          | 0,06           | 0              | 0        | 2            | Stabile |
|                                                             | Partito Popolare del Kenya                          | 23.785     | 0,16    | 2       | 9.019          | 0,06           | 0              | 0        | 2            | Nuovo   |
|                                                             | Partito Popolare Democratico                        | 53.358     | 0,36    | 2       | 0              | 0,00           | 0              | 0        | 2            | 1       |
|                                                             | Chama Cha Uzalendo                                  | 30.926     | 0,21    | 1       | 38.047         | 0,25           | 0              | 0        | 1            | 1       |
|                                                             | Partito Muungano                                    | 63.320     | 0,42    | 1       | 0              | 0,00           | 0              | 0        | 1            | Stabile |
|                                                             | Nuovi Democratici                                   | 24.343     | 0,16    | 1       | 22.127         | 0,15           | 0              | 0        | 1            | 1       |
|                                                             | Partito di Unità Nazionale                          | 179.130    | 1,19    | 1       | 67.539         | 0,45           | 0              | 0        | 1            | Nuovo   |
|                                                             | Partito Democratico                                 | 70.388     | 0,47    | 1       | 3.057          | 0,02           | 0              | 0        | 1            | 1       |
|                                                             | Partito Alleanza di Frontiera                       | 39.462     | 0,26    | 1       | 35.336         | 0,23           | 0              | 0        | 1            | Nuovo   |
|                                                             | Agenda Nazionale                                    | 17.421     | 0,12    | 1       | 0              | 0,00           | 0              | 0        | 1            | 1       |
|                                                             | Indipendenti                                        | 2.347.061  | 15,65   | 13      | 1.893.666      | 12,49          | 1              | 0        | 14           | 10      |
|                                                             | Altri                                               | 514.203    | 3,43    | 0       | 411.720        | 2,71           | 0              |          |              |         |
|                                                             | Schede bianche/non valide                           |            | –       | –       |                |                | –              | –        | –            | –       |
| Totale                                                      | Totale                                              | 15.165.391 |         | 289     | 15.165.391     |                | 47             | 12       | 348          | 1       |
| Elettori e affluenza                                        | Elettori e affluenza                                |            |         | –       |                |                | –              | –        | –            | –       |
| Fonte: IPU, Independent Electoral and Boundaries Commission |                                                     |            |         |         |                |                |                |          |              |         |